# Pallene (Attica)
Pallene (in greco Παλλήνη?, Pallini) è un comune della Grecia situato nella periferia dell'Attica (unità periferica dell'Attica Orientale) con 33.611 abitanti secondo i dati del censimento 2001.
La città si trova nel territorio un tempo occupato dal demo attico di Pallene.
A seguito della riforma amministrativa detta piano Kallikratis in vigore dal gennaio 2011 che ha abolito le prefetture e accorpato numerosi comuni, la superficie del comune è ora di 29 km² e la popolazione è passata da 16.679 a 33.611 abitanti.